# Tihe (hipotetski planet)
Tihe /taɪki/ je hipotetski plinoviti div koji se možda nalazi u Sunčevu sustavu, odnosno u Oortovom oblaku. Postojanje ovog.planeta prvi je 1999. predložio astrofizičar John Matese Patrick Whitman i Daniel Whitmire sa Sveučilišta u Louisiani u Lafayette. Tvrdili su da se dokazi o postojanju Tihea mogu vidjeti u navodnoj neujednačenosti u učestalosti izvornih točaka dugoperiodičnih kometa. U novije vrijeme Matese i Whitmire ponovno su procijenili podatke o kometu i primijetili da će Tihe, ako postoji, biti prepoznatljiv u arhivi podataka prikupljenih s NASA-inim orbitalnim teleskopom Wide-field Infrared Survey Explorer (WISE). NASA je 2014. objavila da je WISE istraživanje odbacilo bilo koji objekt s Tiheovim karakteristikama, ukazujući da Tihekako ga pretpostavljaju Matese, Whitman i Whitmire ne postoji.

## Povijest
Matese, Whitmire i njihov kolega Patrick Whitman prvi su put predložili postojanje ovog planeta 1999. godine na temelju promatranja orbita dugogodišnjih kometa. Većina astronoma slaže se da dugoperiodički kometi (oni s putanjama od više tisuća do više milijuna godina) imaju približno izotropnu raspodjelu; to jest, stižu nasumce iz svake točke na nebu. Budući da su kometi hlapljivi i s vremenom se raspršuju, astronomi sumnjaju da većinu svog postojanja moraju boraviti u sfernom oblaku udaljenom desetke tisuća AJ (poznat kao Oortov oblak). Međutim, Matese i Whitmire tvrdili su da su orbite kometa, umjesto da dolaze iz slučajnih točaka preko neba, skupljene u pojas nagnut ekliptici. Takva nakupina mogla bi se objasniti ako bi ih ometao nevidljivi objekt, makar velik poput Jupitera, možda smeđi patuljak, smješten u vanjskom dijelu Oortovog oblaka. Također su sugerirali da bi takav objekt mogao objasniti neobičnu orbitu transneptunskog objekta Sedna. Međutim, broj uzoraka Oortovih kometa bio je mala i rezultati nisu bili konačni.

## Orbita
Whitmire i Matese nagađali su da će Tiheova orbita ležati na približno 500 puta većoj udaljenosti od Neptuna, oko 15,000 AJ (2200 milijardi km od Sunca, nešto manje od jedne četvrtine svjetlosne godine. To se nalazi unutar Oortovog oblaka, čija se granica procjenjuje na više od 50 000 AU. Orbitalni period bi bio oko 1,8 milijuna godina. Neuspjelo pretraživanje starijih podataka IRAS-a sugerira da je objekt od 5 masa Jupitera bi trebao imati udaljenost veću od 10 000 AU. Takav bi planet orbitirao u ravnini koja se razlikuje od ekliptike a vjerojatno bi bio u široko-binarnoj orbiti u vrijeme svog formiranja. Široki se binarni elementi mogu stvoriti hvatanjem tijekom otapanja izvornog otvorenog skupa zvijezde.

## Masa
Godine 2011., Whitmire i Matese pretpostavljaju da bi hipotetski planet mogao imati do četiri puta veću masu od Jupitera i imati relativno visoku temperaturu od približno 200 K (-73°C; −100°F), zbog zaostale topline od njegovog stvaranja i Kelvin-Helmholtz-ovog zagrijavanja. Bio bi nedovoljno masivan za postizanje tlaka u središtu koji bi uzrokovao reakcije nuklearne fuzije u svojoj unutrašnjosti, procesu koji se događa u objektima iznad približno 13 masa Jupitera. Iako masivniji od Jupitera, Tihe bi bio otprilike Jupiterove veličine, jer degenerirani tlak uzrokuje da se masivni plinski divovi povećavaju samo u gustoći, a ne u veličini, u odnosu na njihovu masu.  Ako se Tihe nađe, očekivalo se da će ga naći do kraja 2013. godine i bit će samo 1-2 Jupiterove mase.

## Podrijetlo imena
Tihe (τύχη, što na grčkom znači "sreća") bila je grčka božica sreće i blagostanja. Ime je odabrano kako bi se izbjegla zabuna s ranijom sličnom hipotezom da Sunce ima slabog pratioca po imenu Nemesis, čija gravitacija pokreće zalijetanje kometa u unutarnji Sunčev sustav, što dovodi do masovnih izumiranja na Zemlji. Tihe je bilo ime Nemesisine "dobre sestre". Ovo je ime za vanjski objekt iz oblaka Oort prvi put upotrijebio J. Davy Kirkpatrick iz Centra za infracrvenu obradu i analizu Kalifornijskog tehnološkog instituta.

## Poveznice
- Kelvin–Helmholtzov mehanizam
- Nemesis (hipotetska zvijezda)
- Deveti planet
- Planet X (hipotetski planet)
- Vulkan (hipotetski planet)

## Misija WISE
Svemirski teleskop Wide-field Infrared Survey Explorer (WISE) dovršio je infracrveno istraživanje na cijelom nebu koje uključuje područja na kojima Whitmire i Matese predviđaju da bi Tihe mogao biti pronađen. Dana 14. ožujka 2012. objavljen je katalog mjerenja WISE koji uključuje podatje iz prvog skeniranja cijelog neba. Drugo (AllWISE) istraživanje neba objavljeno je krajem 2013. Dana 7. ožujka 2014. NASA je izvijestila da je teleskop WISE isključio mogućnost postojanja objekta veličine Saturna do udaljenoati 10 000 AU, a objekta veličine Jupitera ili većeg do 26 000 AU (0,4 svjetlosne godine).